# 草壁政治
草壁 政治（くさかべ まさじ、1946年8月7日 - ）は、千葉県野田市出身のプロゴルファー。

## 経歴
横島由一とは同郷で、家も2〜3分の距離で家族ぐるみの付き合いであった。
野田市立東部中学校卒業後の16歳よりゴルフを始め、1967年に19歳でプロテストを一発で突破し、1968年の美津濃プロ新人で優勝  。
1971年には第1回千葉県オープンで鷹巣南雄を抑えて優勝し、1972年には日吉定雄と共に上位争いに加わるようになり、日吉や村上隆と共に関東プロ協会制定の月例競技得点表でも4位以内を占める。東北地方初の男子プロトーナメント「七夕杯・東北クラシック」では初日を鷹巣・中村通と共に69の3位タイでスタートすると、3日目には4バーディー、ノーボギーで21位から一挙に松田司郎・日吉と並んでの5位タイに上がり、最終日には4バーディー、1ボギーで2日目から首位を走る村上を捕らえてプレーオフに持ち込むが、2位に終わった。
1975年には関東プロとブリヂストンオープンで5位に入ったが、その間には4回も予選落ちする。
1975年のソニー・チャリティクラシックでは朝から雨が降り続き、午後には風も加わるという悪コンディションの初日を村上と並んでの2位タイでスタートし、2日目にはビリー・キャスパー（ アメリカ合衆国）、村上・石井裕士と共に通算5アンダー139で首位に並んだ。最終日には6番と13番で7、8mのバンカーからの寄せが直接力ップインする妙技を演じ、15番で3アンダーになった後の16番のパットはしびれたが、8アンダーで首位を走る。勝負所となった17番では手堅くパーとし、18番では寄せに失敗してボギーを叩くが、追いかけていたダニー・エドワーズ（アメリカ）も同じような寄せをしくじってボギーとする。結局2打差は変わらず、4バーディー、2ボギーの2アンダー70でまとめてツアー初優勝 を飾る。グリーンの周りを埋め尽くしたギャラリーに向かって、照れくさそうに大きくウイニングボールを投げた。
レギュラーツアーでは1975年からの6シーズンで毎年1勝以上するなど通算17勝して、18年間でシード落ちしたのは1982年の1回だけという安定した成績を残し、1979年には3週で2勝して賞金ランキングも自己最高の3位に入った。
1976年・1977年には美津濃トーナメントを連覇し    、サントリーオープンでも1977年と1979年の2回優勝 を飾る。
1977年のサントリーオープンは初日に薄曇り、一時強雨という悪天候の中を66でリードし、2日目には70で回って首位をキープ。3日目もパープレーの8アンダーで首位を守り、最終日も3バーディー、2ボギーの着実なゴルフに徹して9アンダーとし、初日から首位を独走で優勝。
1978年の東海クラシックでは島田幸作との差を一つでも縮めようと3日目連続バーディラッシュをかけ、ベストスコア66を出し単独トップのまま優勝を飾った 。
1979年のKBCオーガスタでは初日に石井裕・郭吉雄（ 中華民国）と共に5アンダー67をマークして首位タイでスタートし、2日目は71で2日間60台の内田繁に交わされると同時に杉原輝雄に並ばれての4位タイとなる。強風と33度を越す猛暑の中で大物選手が予選落ちする中、台風接近のために異例のイン9ホールのみとなった最終日には雨に打ち勝つ”攻めのゴルフ”で接戦の中から抜け出し、郭を逆転で破った 。
1979年のサントリーオープンは初日を岩下吉久と共に首位と1打差の2位タイでスタートし、2日目は73であったが2位タイに留まり、3日目には手堅く69で回って首位に立つ。最終日は岩下・呂良煥（中華民国）らに前半途中で首位を奪われたが、後半に入って11番のバーディで再び首位を奪い返す。一旦は13番で呂に並ばれたものの、17番で約7mのバーディーパットを決めて決着を着け、4バーディー、1ボギーと着実なゴルフで大会2勝目を挙げた。
1980年の阿蘇ナショナルパークオープンでは初日を藤井久隆・秋富由利夫・内田・鷹巣と並んでの首位タイでスタートし、最終日には秋富・鷹巣に1打差付けて優勝、賞金150万円と肥後牛を獲得。
1981年には日本ゴルフツアー機構（JPGA）のツアー競技に指定された長野県オープンで小林富士夫のプレーオフになったが、濃霧のため途中打ち切り で同スコア優勝となった。
1983年のマンシングクラシックでは3日目に内田・新井規矩雄・泉川ピート・陳志明（中華民国）と並んでの3位タイに浮上し、最終日には68をマークして通算8アンダーで優勝 。
続く大京オープンではシード入りには優勝しか残されていなかった横島と最終日を首位タイで迎え、前年にシード権を失っていたが、僅か1年で返り咲きを決めていた草壁は互いを知り尽くした二人の戦いを制す。「やりづらい」と何度も口にする横島はインに入ってリズムを崩し4位に沈み、優勝した草壁は、1981年の長野県オープン以来となるツアー8勝目に「実に複雑な心境ですね。横島が頑張って勝つのが一番だったんだろうけど……。でも僕としても手を抜くなんてできないし、2人揃って沈むのだけは嫌だった」と試合後、淡々と語り控えめな笑顔を浮かべた。
1984年には日本オープンで藤木三郎・磯崎功と並んでの3位タイ  と健闘。
ややアウトサイドにクラブを振り上げ、トップでループを描くように見える独特のスイングであったが、一時期はスクエアスイングに直そうとして失敗して、草壁本来の振り方に戻したこともあった。
返り咲きを果たしてからはシードの常連として再びプレーしていたが、腕前に衰えはないものの、体力的に心配が残るシーズンが続き、1988年は70位、1989年は63位でのシード確保となる。
1989年10月のゴルフダイジェストトーナメントでは初日66でトップタイとなるが、中盤スコアが伸びず3日目で首位の横島に6打差の4位タイに付けた。最終日69で回り通算10アンダーの2位タイとなったが、前週まで691万円ランク71位とシード確保のピンチに立たされていた。この2位で1000万円を突破したが、その後の6試合で4試合が予選落ちで何とかシードを死守した。
1990年に8年ぶりにシード権を喪失すると、以後は全く振るわなくなるが、1994年には茨城オープンで芹澤信雄・上原宏一・丸山智弘・長谷川勝治・福永和宏を抑えて優勝。
シニアデビュー戦となった1996年のコマツ名古屋テレビオープンでは初日からトップを走る安田春雄を最終日の17番（パー5）でイーグルを決めて逆転するという、華々しいデビューを飾った。同年は3試合に出場しただけで賞金ランキング8位に入りシード入りを果たすが、その後はあまり振るわなかった。以後優勝こそないものの、2015年現在でもシニアツアーに参戦する健在ぶりを見せている。
栃木県那須烏山市の「アロハカントリークラブ烏山コース」、茨城県常総市の「ゴルフアカデミー菅生」でレッスンも担当している 。

## 優勝歴
ツアー
- 1975年 - ソニーチャリティークラシック
- 1976年 - ミズノオープン
- 1977年 - ミズノオープン、サントリーオープン
- 1978年 - 東海クラシック
- 1979年 - KBCオーガスタ、サントリーオープン
- 1980年 - 阿蘇ナショナルパークオープン
- 1981年 - 長野県オープン
- 1983年 - 大京オープン、マンシングクラシック

その他
- 1968年 - 美津濃プロ新人
- 1971年 - 千葉県オープン
- 1973年 - 千葉県オープン
- 1977年 - 群馬県オープン
- 1994年 - 茨城オープン

シニア
- 1996年 - コマツ名古屋テレビオープン
- 1997年 - 日本山人蔘製薬西日本シニア
- 1999年 - オールドマンパーシニア

## 著書
- ゴルフ・アイアン編 （成美堂出版、1981年6月、ISBN 978-4415001524）
- ゴルフの格言 （成美堂出版、1981年8月、ISBN 978-4415001548）
- 図解コーチ ゴルフ・アイアン編 (スポーツシリーズ) （成美堂出版、1986年5月、ISBN 978-4415001616）